# هنريك إيوانيك
هنريك إيوانيك (من مواليد 9 أكتوبر 1947) هو عالم رياضيات أمريكي بولندي، منذ عام 1987 وهو أستاذ في جامعة روتجرز.

## الجوائز والتكريم
- جائزة أوستروفسكي (2001).[9]